# 大衛·庫克 (專輯)
大衛·庫克是美國偶像 (第七季)冠軍大衛·庫克的首張由唱片公司發行的專輯。這張專輯會在2008年11月18日在美國發行，首張單曲Light On已經發行。

## 單曲
首張官方單曲"Light On" ，已於2008年9月30日在美國的電台上首播了。第一週的數碼下載超過109,000次。這張單曲在《告示牌》熱門100榜排名第17，另外在《告示牌》熱門數碼下載單曲排行榜排名第8。

## 曲目列表
在2008年10月14日，這張同名專輯的所有曲目和唱片封面均發佈在官方網頁。
1. "Declaration"
2. "Heroes"
3. "Light On（英语：Light On）"  (C. Cornell, B. Howes) — 3:49
4. "Come Back to Me（英语：Come Back to Me (David Cook song)）"
5. "Life on the Moon"
6. "Bar-ba-sol（英语：Bar-ba-sol）"
7. "Mr. Sensitive"
8. "Lie"
9. "I Did It for You"
10. "Avalanche"
11. "Permanent（英语：Permanent (David Cook song)）"
12. "A Daily AntheM"

額外曲目
1. "The Time Of My Life（英语：The Time of My Life (David Cook song)）"   (R. Hamm) — 3:36

## 外部連結
- davidcookofficial.com （页面存档备份，存于）